# Цвєтаєва Марина Іванівна
Мари́на Іва́нівна Цвєта́єва (рос. Марина Ивановна Цветаева; 26 вересня (8 жовтня) 1892, Москва — 31 серпня 1941, Єлабуга, Татарська АРСР) — російська поетеса, прозаїк, перекладач.

## Життєпис

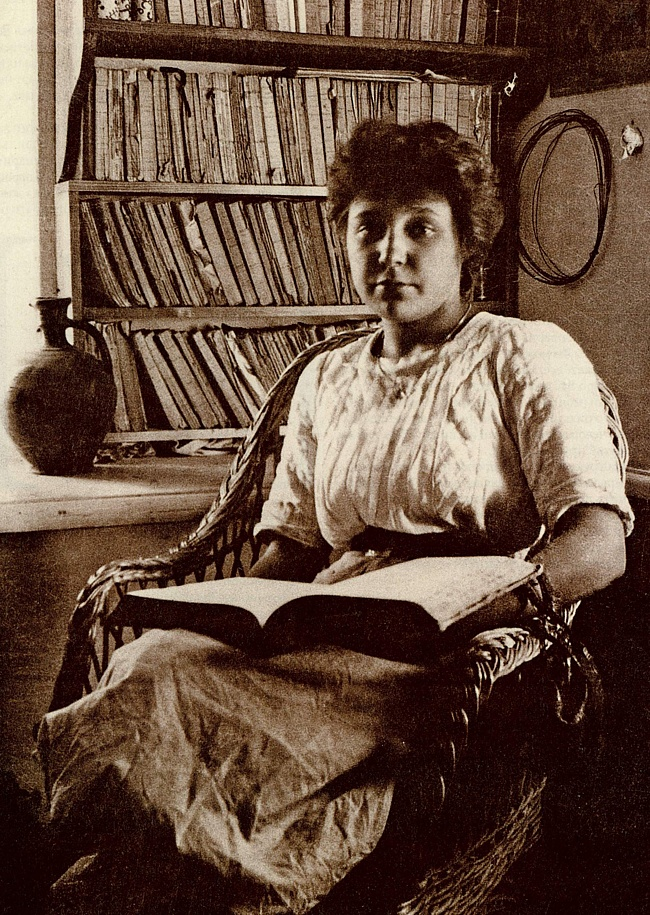
Марина Цвєтаєва, 1911

Марина Цвєтаєва народилася 8 жовтня 1892 року в Москві. Батько, професор-мистецтвознавець Іван Цвєтаєв, був засновником Московського музею образотворчих мистецтв. Мати, Марія Олександрівна Мейн, піаністка, учениця Надії Муромцевої, яка у свою чергу вчилася у Миколи Рубінштейна, походила з русифікованої польсько-німецької родини. Через два роки після Марини народилася її сестра Анастасія, що теж стала письменницею.
Родина Цвєтаєвих мешкала у Москві, а влітку — в околицях Таруси (Калузька губернія).
Марина почала читати з трьох років, у чотири уміла писати, з п'яти років складала вірші.
У 1898 році Марина почала вчитися в музичній школі Валентини Юріївни Зограф-Плаксиної. У 1901—1902 роках навчалася у першому класі 4-ї гімназії на вул. Садовій (Москва).
Восени 1902 року в матері виявилася хвороба (сухота). Заради її лікування родина поїхала до містечка Нерві (під Генуєю, Італія). Навесні 1903 року разом з тіткою та сестрою Анастасією поїхала до Лозанни (Швейцарія), де сестри вступили до школи-інтернату сестер Лаказ. Навесні 1904 року батьки перевезли обох дівчаток до Німеччини, вони жили та навчалися у пансіоні сестер Брінк у місті Фрайбург. Влітку 1905 року оселилися з родиною у Ялті. Навесні 1906 році, вдома засвоївши програму перших трьох класів, успішно склала іспити до 4 класу гімназії. Однак через погіршення стану здоров'я матері у червні родина переїхала на сімейну дачу до Таруси, де Марія Олександрівна померла 5 липня. 
У 1907—1910 роках послідовно навчалася у трьох московських гімназіях, закінчила навчання після 7-го класу в гімназії М. Г. Брюхоненко.
У 1909 році здійснила поїздку до Парижу, щоб прослухати літні курси з французької літератури Alliance Francaise.
У 1911 році, після закінчення гімназії, поїхала до Гурзуфу, а звідти переїхала до Коктебелю — там у той час жив Максиміліан Волошин, з яким вона була у переписці. У Коктебелі зустрілася з Сергієм Ефроном. У липні 1911 року Цвєтаєва повернулася разом з Ефроном до Москви, у січні 1912 взяла з ним шлюб. У цьому шлюбі народила трьох дітей: Аріадну (Алю) (1912—1975), Ірину (13.04.1917—15 (16?).02.1920, померла від голоду в Кунцевському дитячому будинку), Георгія («Мура») (01.02.1925—07.1944, загинув на фронті; за даними ТБД «Меморіал», похований в братській могилі в м. Браслав Вітебської області, Білорусь. Опубліковані щоденники (03.1940—08.1943).

У жовтні 1914 року Цвєтаєва знайомиться з поетесою й перекладачкою Софією Парнок, у них починається роман, котрий Цвєтаєва охарактеризує як «першу катастрофу в своєму житті». Цвєтаєва присвятила Парнок знаменитий цикл віршів «Подруга». Поетеси розійшлися у 1916 році, після чого Марина повернулася до Ефрона. В 1921 році, підбиваючи підсумки, про своє ставлення до сексуальності Цвєтаєва пише славнозвісне:
Любить только женщин (женщине) или только мужчин (мужчине), заведомо исключая обычное обратное — какая жуть! А только женщин (мужчине) или только мужчин (женщине), заведомо исключая необычное родное — какая скука!

### Громадянська війна (1918—1921)
У 1917 Цвєтаєва народила дочку Ірину, яка померла від голоду у віці 3 років в притулку в Кунцево. Роки Громадянської війни виявилися для Цвєтаєвої дуже важкими. Сергій Ефрон з 1918 року служив у лавах Добровольчої армії на півдні Росії. Цвєтаєва жила у Москві, у Борисоглібському провулку, з листопада 1918 року служила в Інформаційному відділі Комісаріату у справах національностей (Наркомнац), у квітні 1919 року — в Центральній колегії піклування про полонених і біженців (Центрпленбеж), у листопаді 1920 року — у театральному відділі Наркомосу.
У березні 1921 року почалася багаторічна дружба Цвєтаєвої з князем Сергієм Волконським. Ефрон на той час вже був у Празі, де став студентом Карлового університету. Там його знайшов Ілля Еренбург і передав лист від Цвєтаєвої. У липні Цвєтаєва, також через Еренбурга, вперше за три з половиною роки отримала лист від чоловіка. В кінці року почала готуватися до від'їзду з Росії: переписувала рукописи, упорядковувала архів, роздавала і розпродавала речі.
З травня по липень 1922 року перебувала у вигнанні у Берліні.

## Творчість
У шість років Марина почала писати вірші, не лише російською, а й французькою та німецькою.
У 18 років видала першу збірку «Вечірній альбом» (1910), до якої включено вірші, написані в 1907—1910 рр. (Збірник присвячений пам'яті Марії Башкирцевої, що підкреслює його «щоденникову» спрямованість). Її творчість привернула до себе увагу знаменитих поетів — Валерія Брюсова, Максиміліана Волошина і Миколи Гумільова. Того ж року написала першу критичну статтю «Чарівність у віршах Брюсова».
1912 — вийшла друга збірка «Чарівний ліхтар».
1913 — опублікована третя збірка «З двох книг».
У воєнні 1917—1922 роки створює цикл віршів «Лебединий стан», пройнятий співчуттям до білого руху.
У 1918—1920 рр. пише романтичні п'єси, поеми «Юрась», «Цар-дівиця», «На червоному коні».
З січня 1921 р. Цвєтаєва регулярно відвідувала літературні вечори Всеросійського союзу поетів і засідання «Никитинських суботників», виступала з читанням своїх нових творів.
Творчості Цвєтаєвої притаманні романтичний максималізм, мотиви самотності, трагічна приреченість кохання, несприйняття і капіталістичної, і сірої радянської повсякденності, конфлікт побуту і буття, неприємної щоденності та духовного життя. Інтонаційно-ритмічна експресивність, парадоксальна метафоричність.

### Поезія
- Збірка «Вечерний альбом», 1910,
- «Волшебный фонарь» («Чарівний ліхтар»), 1912,
- «Из двух книг», 1913,
- Монолог, 1913,
- Мне нравится, что вы больны не мной, 1913,
- Хочу у зеркала, где муть…1915,
- Збірка «Вёрсты», 1921,
- «Лебединый стан»,
- «Ремесло», 1923,
- «Психея»,1923;
- «Молодец», 1924;
- «После России», 1928;
- Сатирична поема «Крысолов», 1925,
- «Поэма Конца», 1926.
- «Новогоднее»,
- «Поэма горы»
- «Лестница»
- «Крысолов»
- «Подруга», 1914—1915 рр — цикл віршів, присвячений Софії Парнок.

### Трагедії
- «Федра» (1928).

### Есеїстська проза
- «Хлыстовки», 1934;
- «Мой Пушкин», 1937;
- «Искусство при свете совести»,
- «Поэт и время»
- «Мать и музыка»
- «Черт»
- «Дом у Старого Пимена»

### Мемуарні портрети
- «Герой труда» — записи про Валерія Брюсова, 1925,
- «Живое о живом» — пам'яті Максиміліана Волошина,
- «Пленный дух» — нарис про Андрія Бєлого,
- «Нездешний вечер» — присвячено Михайлу Кузьміну,
- «История одного посвящения» — спогади про Осипа Мандельштама, 1931 рік,
- «Наталья Гончарова» — про життя і творчість Наталії Гончарової,
- «Повесть о Сонечке» — спогади про Софію Голідей,
- «Слово о Бальмонте» — Бальмонту.

### Щоденникова проза
- «Октябрь в вагоне», Москва, жовтень-листопад 1917
- «Вольный проезд», Москва, вересень 1918;
- «Мои службы»,
- «О любви»
- «Из дневника»
- «Грабеж»
- «Расстрел царя»
- «Покушение на Ленина»
- «Чесотка»
- «Fräulein»
- «Ночевка в коммуне»
- «Воин Христов»
- «Смерть Стаховича»
- «О благодарности»
- «Отрывки из книги „Земные приметы“»
- «Чердачное»
- «О Германии»

## Визнання
- Ім'ям Марини Цвєтаєвої було названо вулицю в Києві (житловий масив Вигурівщина-Троєщина). Вулиця була перейменована в рамках декомунізації.
- Музей Марини і Анастасії Цвєтаєвих відкрито в місті Феодосія.
- У Москві зусиллями ентузіастів організовано і відкрито Будинок-музей Марини Цвєтаєвої.
- У 1995 р. на відстані трьох кілометрів від російського міста Іваново відкрито Будинок-музей Цвєтаєвих (Ново-Таліци), в селі, де був невеликий родовий маєток її діда-священика (російською — Дом-музей Цветаевых (Ново-Талицы).
- На честь письменниці названо астероїд 3511 Цвєтаєва[19].
- У 2001 році у Празі зареєстровано «Общество Марины Цветаевой», засновницею якого є Галина Ванечкова.[20][21][22][23]
- Восьмого жовтня 2012, у 120-річчя з дня народження поетеси, у Празі на вулиці Тржищте, 16 відкрився Центр Марини Цвєтаєвої.[24][25][26][27][28]
- У Празі в 1989 році відкрито меморіальну дошку на будинку, де жила Цвєтаєва за адресою Švedská, № 51/1373.[29]
- У вересні 2013 року у Харкові у Саду скульптур по вулиці Максиміліанівській 18, у дворі ресторану «Ермітаж», встановлено скульптуру М. І. Цвєтаєвої роботи скульптора Володимира Кочмара[30].